# Nguyễn Cơ Thạch

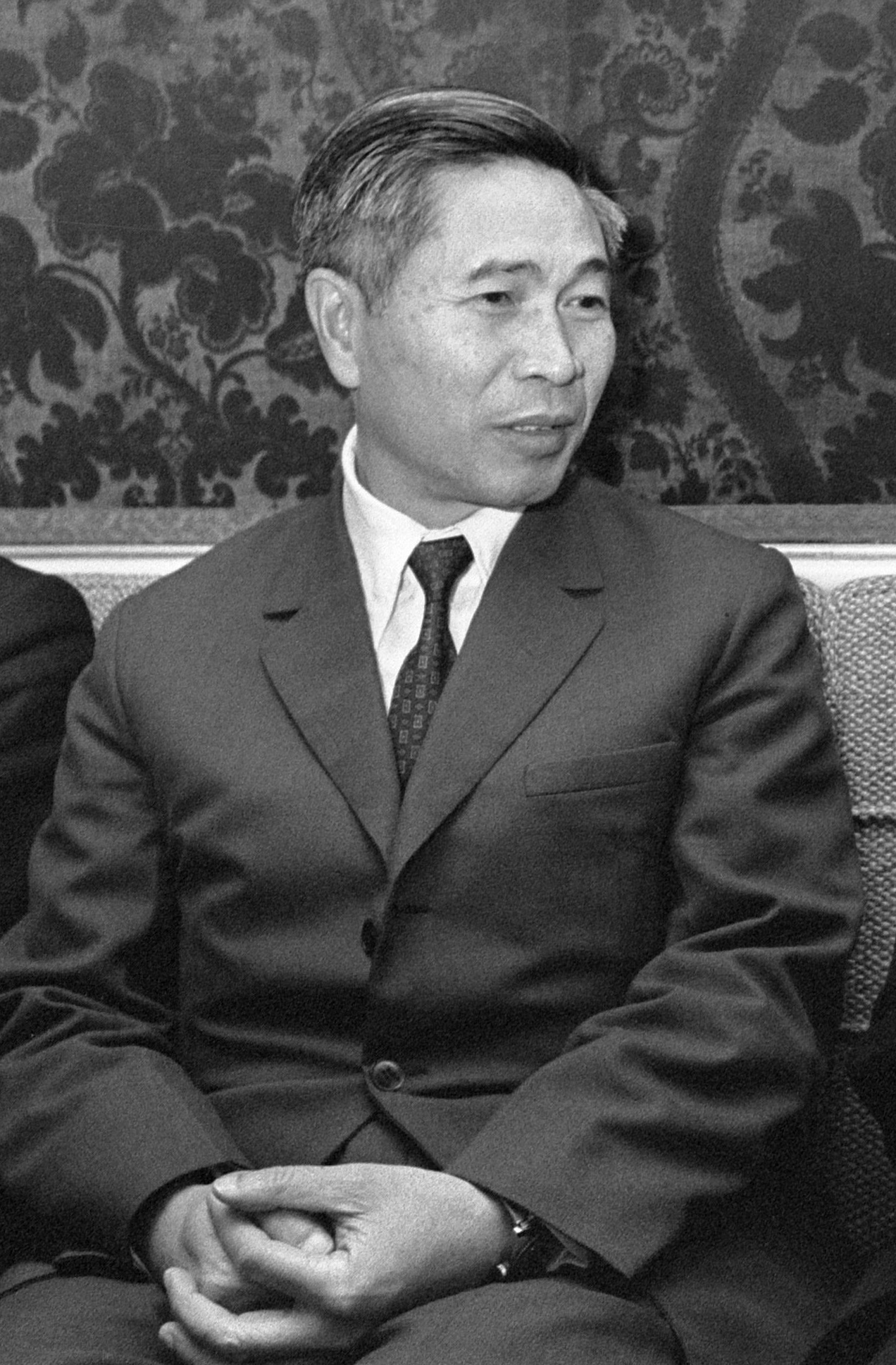
Nguyễn Cơ Thạch (1976)

Nguyễn Cơ Thạch (* 15. Mai 1921 in Vụ Bản, Provinz Nam Định, Französisch-Indochina als Phạm Văn Cương; † 10. April 1998 in Hanoi) war ein vietnamesischer Politiker der Kommunistischen Partei Vietnams KPV (Đảng Cộng sản Việt Nam), der unter anderem von 1980 bis 1991 Außenminister der Sozialistischen Republik Vietnam sowie zugleich zwischen 1987 und 1991 Vize-Ministerpräsident war.
Sein Sohn Phạm Bình Minh ist seit dem Jahr 2011 ebenfalls Außenminister des Landes.

## Leben
Nguyễn Cơ Thạch trat als 16-Jähriger 1937 der kommunistischen Untergrundbewegung Việt Minh bei, um gegen die französische Kolonialmacht in Französisch-Indochina zu kämpfen. Aufgrund dieser Aktivitäten wurde er Anfang der 1940er Jahre festgenommen und befand sich anschließen in Haft. Nach seiner Freilassung engagierte er sich wieder für die Việt Minh und war Oberstleutnant zum Zeitpunkt der Schlacht um Điện Biên Phủ vom 13. März bis 8. Mai 1954. Der Sieg der Việt Minh bahnte den Weg zur Verhandlungslösung des Konflikts, der Teilung Vietnams und dem Ende von Französisch-Indochina auf der Indochinakonferenz in Genf. Im Anschluss trat er in das Außenministerium ein und war zunächst von 1954 bis 1956 Leiter des Büros von Außenminister Phạm Văn Đồng sowie im Anschluss zwischen 1956 und 1960 Generalkonsul in Indien.
Nach seiner Rückkehr wurde Nguyễn Cơ Thạch im August 1960 Vize-Außenminister und bekleidete diese Funktion bis Mai 1979. Als solcher war er von 1961 bis 1962 stellvertretender Leiter der Delegation Nordvietnams auf der Genfer Laoskonferenz und seit 1964 für die Beziehungen zu den Vereinten Nationen zuständig. Er war später Assistent von Lê Đức Thọ, dem Chefunterhändler Nordvietnams bei den Verhandlungen zum Abkommen über die Beendigung des Krieges und die Wiederherstellung des Friedens in Vietnam, das am 27. Januar 1973 unterzeichnet wurde und den Ausstieg der USA aus dem Vietnamkrieg regelte. Nach dem Ende des Krieges am 1. Mai 1975, der letztlich mit einem Sieg Nordvietnams endete, und der Vereinigung mit Südvietnam zur Sozialistischen Republik Vietnam am 2. Juli 1976 traf er sich 1978 mit US-Vertretern in New York City, um die Normalisierung der Beziehungen zwischen beiden Länder zu diskutieren, in der Hoffnung, die Abhängigkeit von der Sowjetunion zu verringern. Die Demütigung der USA durch die Niederlage und die Forderungen Vietnams nach Kriegsentschädigungen behinderten jedoch diese frühe Aufnahmen von Gesprächen zur Begründung diplomatischer Beziehungen.
Nachdem er seit Mai 1979 Staatssekretär im Außenministerium war, wurde Nguyễn Cơ Thạch im Februar 1980 als Nachfolger von Nguyễn Duy Trinh schließlich selbst Außenminister Vietnams und bekleidete dieses Amt elf Jahre lang bis zu seiner Ablösung durch Nguyễn Mạnh Cầm im Juli 1991. Auf dem V. Parteitag (27. – 31. März 1982) wurde er zunächst Kandidat und auf dem darauf folgenden VI. Parteitag (15. – 18. Dezember 1986) schließlich Mitglied des Politbüros des Zentralkomitees (ZK) der Kommunistischen Partei Vietnams KPV (Đảng Cộng sản Việt Nam). Am 16. Februar 1987 wurde er zudem Vize-Ministerpräsident Vietnams und übte dieses Amt bis zum 10. September 1991 aus. Seine Zeit als Außenminister war geprägt von den Versuchen Vietnams sich aus der internationalen Isolation nach der vietnamesischen Besatzung Kambodschas zwischen 1979 und 1989. 1990 traf er in New York City US-Außenminister James Baker, was den höchstrangigen bilateralen Kontakt zwischen beiden Staaten seit 1973 darstellte. Allerdings lehnten die USA weiterhin diplomatische Beziehungen ab. Darüber hinaus sank sein Einfluss innerhalb der vietnamesischen Regierung, nachdem er es versäumt hatte, diese über den Zusammenbruch des Kommunismus in Osteuropa ausreichend zu informieren, um Vietnam für ein abruptes Ende der sowjetischen Hilfe vorzubereiten. Auf dem VII. Parteitag (24. – 27. Juni 1991) verlor er deshalb seine Mitgliedschaft im Politbüro des ZK.

## Hintergrundliteratur
Online-Bücher
- Ben Kiernan: Viet Nam: A History from Earliest Times to the Present, Oxford University Press, 2017, ISBN 0-19-062729-8.
- Philip Taylor: Modernity and Re-enchantment: Religion in Post-revolutionary Vietnam, Institute of Southeast Asian Studies, 2007, ISBN 9-8123-0440-1.
- Niall Ferguson: Kissinger: 1923–1968: de idealist, Overamstel Uitgevers, 2015, ISBN 9-0488-3015-X.
- Gilbert Bereziat: Le Romarin, le Seringa et la blanche Aubépine, Les Éditions Mélibée, 2013, ISBN 2-3625-2821-9.